# Kleine danssuite
De Kleine danssuite is een compositie van de Noor Johan Halvorsen. Het is een vijfdelig werkje dat is geschreven voor viool en piano. De titel verwijst naar de vijf deeltjes die op zich weer verwijzen naar diverse melodieën uit diverse landen:
1. een Franse gavotte
2. een Italiaanse tarantella
3. een Spaanse melodie
4. een Noorse springdans
5. een Hongaarse melodie

Van de Kleine danssuite zijn twee obscure opnamen op zeer kleine platenlabels verkrijgbaar (Bergen Digital en MTG Music). Halvorsen, begenadigd violist heeft zeer waarschijnlijk zelf nooit gespeeld; het komt namelijk niet voor op zijn lijst van muziekuitvoeringen samen gesteld door de Universiteit van Oslo.